# Debar Maalo

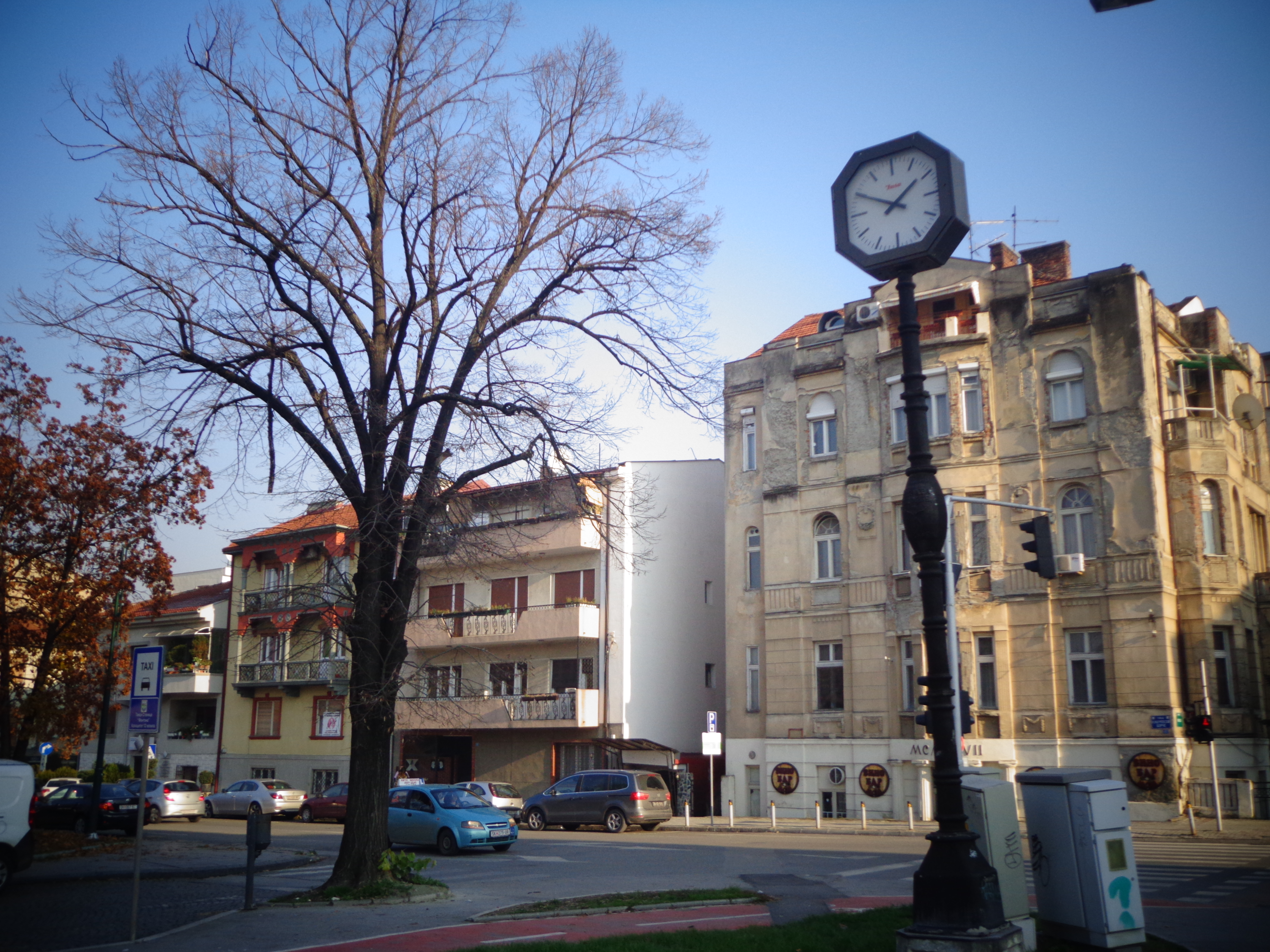
Domy z první poloviny 20. století v Debar Maalo.

Debar Maalo (makedonsky Дебар Маало) je lokalita v hlavním městě Severní Makedonie, Skopje. Ve svém názvu odkazuje na město Debar na západě země a pojem mahala, typický pro Evropské Turecko. Nachází se v západní části města, na pravém břehu řeky Vardaru, mezi místními částmi Centar a Karpoš. 

## Historie
Místo, kde se tato čtvrť nacházela, patří mezi novější předměstí Skopje. Dříve se zde nacházely zahrady a pole. První domy zde nechali zbudovat bratři Petar a Andreja Mitrovičtí, kteří byli původem z okolí města Debaru. Ve 30. letech v souvislosti s rozvojem města zde došlo k nové výstavbě, tvořily ji ale jen malé domy chudých lidí, kteří se přistěhovávali do Skopje a hledali volnou plochu k výstavbě. Navíc pro ty, kteří prodali dům ve středu Skopje byla možnost získat velký pozemek právě zde a ještě zaplatit dluhy. Mezi místními byla poměrně značně zastoupena také zednická profese. 
Po druhé světové válce se místní část stala integrální součástí Skopje. V roce 1962 byla zasažena záplavami a po zemětřesení v roce 1963 ji doplnily výškové domy a čtyřproudé ulice (např. Bulevar Partizanski Odredi). V místní části se dnes nachází i budova magistrátu města Skopje.
V roce 2006 byl vypracován plán urbanistické přestavby lokality; stržení původních domů a výstavba nových věžových budov. Nic z toho nakonec ale nebylo realizováno.